# Seothyra perelegans
Seothyra perelegans är en spindelart som beskrevs av Simon 1906. Seothyra perelegans ingår i släktet Seothyra och familjen sammetsspindlar. Inga underarter finns listade i Catalogue of Life.